# Tegelrött ängsfly
Tegelrött ängsfly (Apamea lateritia) är en fjärilsart som beskrevs av Hüfnagel 1767. Tegelrött ängsfly ingår i släktet Apamea och familjen nattflyn. Arten är reproducerande i Sverige. Inga underarter finns listade i Catalogue of Life.

## Bildgalleri

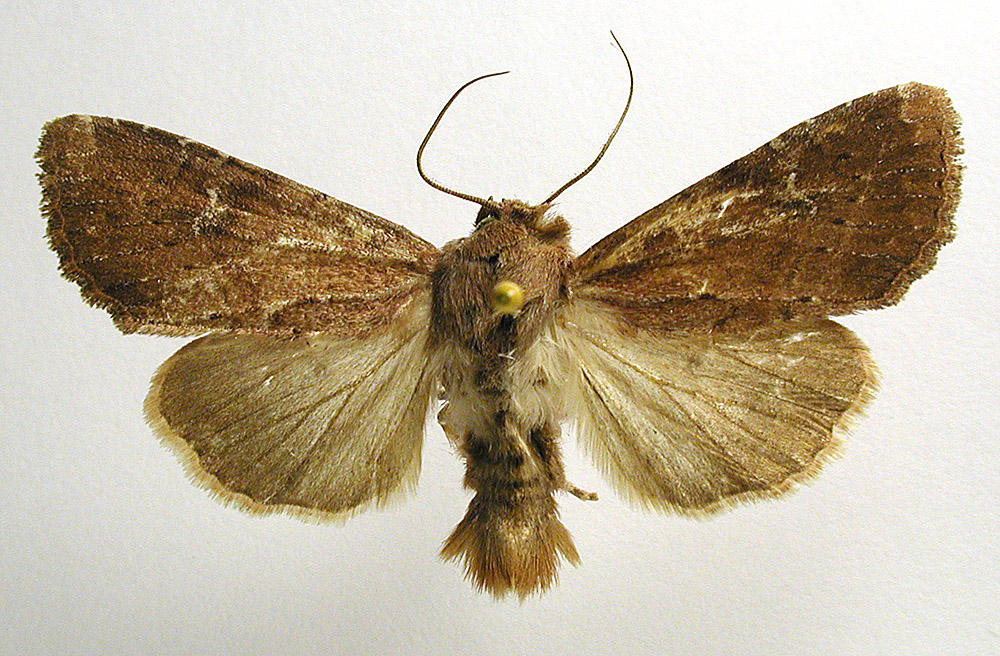